# شيناز تريسوري
شيناز تريسوري هي كاتبة سيناريو وعارضة وممثلة هندية، ولدت في 29 يونيو 1981 بمومباي في الهند.

## أعمال

### أفلام
- (2003) إشك فيشك
- (2011) لوف كا ذي آند

## وصلات خارجية
- شيناز تريسوري على موقع IMDb (الإنجليزية)
- شيناز تريسوري على موقع ألو سيني (الفرنسية)
- شيناز تريسوري على موقع أول موفي (الإنجليزية)
- شيناز تريسوري على موقع قاعدة بيانات الفيلم (الإنجليزية)
- شيناز تريسوري على موقع كينوبويسك (الروسية)